# Adela av Meissen
Adela av Meissen, död 1181, var en dansk drottning, gift 1152 med Sven Grate. Hon var dotter till markgreve Konrad I av Meissen och Luitgard av Ravenstein.
Adela kritiserades för att påverka maken till att överge danska seder till förmån för tyska. Hon blev änka 1157 och gifte sig sedan med greve Adalbert III av Ballenstedt.